# Ерозија
Ерозија је разарање постојећих структурних веза стенске масе услед дејства егзогених сила и мењање њеног облика. Под појмом ерозија у елементарном смислу треба подразумевати промене на површинском слоју земљишног рељефа, које настају као последица деловања кише, снега, мраза, температурних разлика, ветра и текућих вода, или услед рада антропогених чинилаца. Уклањање стена или тла као кластичног седимента се назива физичка или механичка ерозија; ово је у супротности са хемијском ерозијом, где се земљиште или стенски материјал уклања из области растварањем. Еродирани седимент или растворене материје могу се транспортовати само неколико милиметара или хиљадама километара.
У науци о земљи ерозија је дејство површинских процеса (као што су проток воде или ветар) који уклањају земљу, стене или растворени материјал са једног места на Земљиној кори, а затим га преносе на друго место. Ерозија се разликује од временских утицаја који не укључују кретање. Уклањање камена или тла као кластичног седимента назива се физичка или механичка ерозија; ово је у супротности са хемијском ерозијом, где се растварањем уклања земљиште или стенски материјал са подручја растварањем. Еродирани седимент или растворене материје могу се транспортовати само неколико милиметара или хиљадама километара.
Док је ерозија природан процес, људске активности су повећале за 10-40 пута стопу којом се ерозија дешава глобално. На пољопривредним локацијама у Апалачким планинама, интензивна пољопривредна пракса је изазвала ерозију која је и до 100 пута већа од природне стопе ерозије у региону. Прекомерна (или убрзана) ерозија изазива проблеме „на лицу места“ и „ван локације“. Утицаји на датој локацији укључују смањење пољопривредне продуктивности и (на природним пејзажима) еколошки колапс, оба због губитка горњих слојева тла богатих хранљивим материјама. У неким случајевима то доводи до дезертификације. Ефекти ван локације укључују седиментацију водених токова и еутрофикацију водних тела, као и оштећења на путевима и кућама повезана са седиментом. Водена и ветровна ерозија су два примарна узрока деградације земљишта; заједно, они су одговорни за око 84% глобалног обима деградираног земљишта, чинећи прекомерну ерозију једним од најзначајнијих еколошких проблема широм света.

## Геоморфолошки агенси
Свака ерозија јавља се као последица одређеног геоморфолошког агенса. Дакле, ови агенси узрочници су морфогенетског ерозивног процеса и његове одговарајуће ерозије. Између геоморфолошког агенса и одговарајуће ерозије постоји узрочно-последична веза.
Основни геоморфолошки агенси на Земљиној површини су вода, ветар и промена температуре. У рељефу Земљине површине може деловати више агенаса који условљавају различите ерозивне процесе (или врсте ерозија). Вода, као геоморфолошки агенс, својим механичким и хемијским деловањем условљава различите врсте ерозија.
У природној средини делују различити геоморфолошки агенси при чему је један од њих водећи или доминантан у изграђивању одређене категорије облика рељефа. Тако је, на пример, ледник (лед) водећи геоморфолошки агенс у областима високих планина и у поларним пределима. На основу доминантног геоморфолошког агенса, односно ерозије коју он изазива, извршена је елементарна генетска класификација ерозивних облика рељефа. Ови облици носе назив по тим ерозијама. Тако постоје еолски, глацијални, нивациони, флувијални, абразиони облици.

## Врсте ерозије
По својој суштини ерозија може бити механичка или хемијска. Најраспрострањенији вид је механичка ерозија, када сила делује на стенску масу својом кинетичком енергијом, док се хемијска ерозија односи на дејство воде на растворљиве стенске масе (углавном карбонатне стене).
Такође, по начину одношења земљишта, ерозија може бити и ерозија земљишта водом и ерозија земљишта ветром (еолска ерозија).
Ерозија под дејством једног агенса скоро по правилу изазива активирање другог агенса и нове појаве ерозије. Таква ерозија се означава термином изазвана ерозија, а настале појаве називају се изазване и пратеће појаве.
Ерозија земљишта водом јавља се у областима у којима су јаке падавине. Један део падавина земљиште не упије и самим тим не отиче у природне речне токове, већ отиче кроз нагнуте терене, тако изазивајући ерозију земљишта. Количина воде која отиче зависи од нагиба терена, затим биљног покривача, врсте и количине падавина, као и од геолошке подлоге.
Еолска ерозија се дешава у областима слабо обрасли вегетацијом и у сувим климатским условима, где слабији или јачи ветрови изазивају одношење земљишта. Еолској ерозији нарочито су подложни песковити терени, као и прашинаста земљишта у равницама или на планинама и брдима. Ерозија изазвана ветром зависи од: јачине ветра, врсте биљног покривача, састава земљишта и влажности ваздуха. И тако од плодног земљишта настаје неплодно земљиште на коме не може да се развија живи свет.

## Узроци и мере против ерозије
Ерозија је распрострањена појава изазвана природним процесима, али на коју и човек може утицати начином коришћења простора (сеча шума, неадекватна градња). Пољопривредно земљиште је генерално подложније ерозији од земљишта под природном вегетацијом, што се може објаснити употребом пољопривредне механизације (орање, тањирање) која нарушава структурне везе у тлу и кида корење биљака које очвршћавају тло.
Као облик заштите од ерозије, након градње, користе се разне методе, као што је на пример пошумљавање простора.

## Физички процеси

### Падавине и површинско отицање
Падавине и површинско отицање које може настати услед падавина производи четири главна типа ерозије тла: ерозија прскања, ерозија плоча, ерозија бразда и ерозија јаруга. Ерозија прскањем се генерално посматра као прва и најмања фаза у процесу ерозије земљишта, коју прати ерозија плоча, затим ерозија бушотина и коначно ерозија јаруга (најтежа од четири).‍:60–61
У ерозији прскањем, удар падајуће капи кише ствара мали кратер у тлу, избацујући честице тла. Растојање које ове честице земље прелазе може бити чак 0,6 m (две стопе) вертикално и 1,5 m (пет стопа) хоризонтално на равном терену.
Ако је земљиште засићено, или ако је стопа падавина већа од брзине којом вода може да се инфилтрира у земљиште, долази до површинског отицања. Ако отицање има довољну енергију протока, транспортоваће растресите честице тла (седимент) низ падину. Ерозија плоча је транспорт разлабављених честица тла копненим током.
[[Датптека:Rummu aherainemägi2.jpg|thumb|200px|Терикон прекривен рововима и јаругама због процеса ерозије узрокованих падавинама: Руму, Естонија ]]
Браздаста ерозија се односи на развој малих, ефемерних концентрисаних токова који функционишу и као извор наноса и системи за испоруку седимента за ерозију на падинама брда. Уопштено говорећи, тамо где су стопе ерозије воде на поремећеним планинским областима највеће, реке су активне. Дубина протока у бушотинама је обично реда величине неколико центиметара (око инча) или мање, а нагиби дуж канала могу бити прилично стрми. То значи да бразде показују хидрауличку физику веома различиту од воде која тече кроз дубље, шире канале потока и река.

До ерозије вододерина долази када се вода која отиче акумулира и брзо тече у уским каналима током или непосредно након јаких киша или отапања снега, уклањајући тло до знатне дубине. Јаруга се разликује од ребра на основу критичне површине попречног пресека од најмање једне квадратне стопе, односно величине канала који се више не може обрисати уобичајеним операцијама обраде земљишта.
Екстремна ерозија јаруга може напредовати до формирања рђаве земље. Они се формирају у условима високог рељефа на стенама које се лако еродирају у климатским условима погодним за ерозију. Услови или поремећаји који ограничавају раст заштитне вегетације (рексистазија) су кључни елемент формирања пустара.